# Morbius (filme)
Morbius (bra/prt) é um filme norte-americano de 2022 de super-herói e ação, baseado no personagem homônimo da Marvel Comics, produzido pela Columbia Pictures em associação com a Marvel Entertainment e distribuído pela Sony Pictures. É o terceiro filme do Universo Homem-Aranha da Sony, dirigido por Daniel Espinosa com roteiro de Matt Sazama, Burk Sharpless, Art Marcum e Matt Holloway, estrelando Jared Leto como Michael Morbius ao lado de Matt Smith, Adria Arjona, Jared Harris, Al Madrigal e Tyrese Gibson. Segue a história de um cientista que transforma-se em um tipo de vampiro após tentar curar-se de uma doença rara no sangue.
Depois de anunciado o plano de um novo universo compartilhado de filmes inspirado pelos personagens de Homem-Aranha começando por Venom (2018), Sony revelou desenvolver um filme baseado em Morbius. Sazama e Sharpless roteirizado em novembro de 2017, com Leto e Espinosa sendo oficialmente confirmados em 2018. Os trabalhos começaram próximos ao fim do ano com elenco futuro, com a produção começando em fevereiro de 2019. A confirmação da conclusão das filmagens ocorreram em junho de 2019. Leto foi atraído pela luta do personagem contra a doença e as implicações morais de um herói que tem sede de sangue. Achando o papel surpreendentemente desafiador, uma vez que era menos dirigido ao personagem do que suas performances anteriores e mais próximo de sua personalidade da vida real, não exigindo sua abordagem de atuação conhecida. Matt Smith após recusar outros papéis em filmes de super-heróis, juntou-se a este devido o envolvimento de Daniel Espinosa e incentivo de sua ex-colega de elenco de Doctor Who Karen Gillan (interpreta Nebulosa no Universo Cinematográfico Marvel - MCU). Espinosa encorajou Smith a dar um desempenho ousado e vilão. Joseph Esson retrata um jovem Milo.
Morbius estava programado inicialmente para ser lançado nos Estados Unidos em 10 de julho de 2020, mas seu lançamento foi adiado várias vezes devido a pandemia de COVID-19. Foi lançado em 1 de abril de 2022.

## Sinopse
Sofrendo de uma rara doença do sangue, Michael Morbius tenta uma cura perigosa que o aflige com uma forma de vampirismo.

## Elenco
- Jared Leto como Dr. Michael Morbius: cientista que sofre de uma doença sanguínea rara, cuja tentativa de curar-se o afligem com uma forma de vampirismo transgênico,[16][17] adquirindo todas as habilidades sobre-humanas, mas sem as fraquezas supersticiosas associadas aos vampiros. Charlie Shotwell interpreta um jovem Morbius.[18]
- Matt Smith como Lucien / Milo: O melhor amigo de Morbius, um homem rico originalmente chamado Lucien e renomeado por Morbius, que sofre da mesma doença que ele.[19] Quando Milo ganha as mesmas habilidades que Michael, ele abraça sua identidade como vampiro de todo o coração.[20] Smith foi originalmente anunciado para interpretar o personagem de quadrinhos Loxias Crown / Hunger, mas isso foi posteriormente alterado para um personagem significativamente diferente baseado no próprio Morbius;[13]
- Adria Arjona como Martine Bancroft: Um cientista e colega de Morbius que acaba tendo um interesse amoroso nele.[21][22] Arjona disse que a personagem era "a inteligente da sala" e se inspirou na política e ativista Alexandria Ocasio-Cortez.[23]
- Jared Harris como Dr. Emil Nicholas: Um mentor e figura paterna para Morbius e Milo, que administra o Horizon uma instalação que cuida de pessoas com doenças incuráveis.[24]
- Al Madrigal como Alberto "Al" Rodriguez: Um agente do FBI que está caçando Morbius e parceiro de Stroud[25]
- Tyrese Gibson como Simon Stroud: Um agente do FBI que está caçando Morbius e parceiro de Rodriguez.[25][26] Gibson observou que o personagem é branco nos quadrinhos, e os produtores "o fizeram negro" para Gibson interpretar o personagem. Enquanto Gibson descreveu Stroud como um "super-herói" com um "braço de alta tecnologia para armas" no filme, todas as cenas com este braço foram cortadas.[27] Gibson assinou um contrato de três filmes quando se juntou ao filme.[28]

- Corey Johnson como o mercenário Mr. Fox;[29]
- Michael Keaton como Adrian Toomes / Abutre: faz uma aparição nas cenas de meio-créditos reprisando seu papel no filme do MCU, Homem-Aranha: De Volta ao Lar (2017).[30]

## Produção

### Desenvolvimento
Artisan Entertainment anunciou um acordo com a Marvel Entertainment em maio de 2000 para co-produzir, financiar a distribuir vários filmes baseados em personagens da Marvel Comics, incluindo Morbius, o Vampiro Vivo. Em maio de 2017, a Sony anunciou oficialmente que planejava criar um novo universo compartilhado nomeado "Universo Marvel da Sony", a estrelar propriedades relativas ao Homem-Aranha, começando com Venom em outubro de 2018. Em novembro, Matt Sazama e Burk Sharpless submeteram um roteiro a Sony para um potencial filme do Morbius, depois de um "secreto processo de desenvolvimento" no estúdio para o personagem. Jared Leto se tornou principal alvo para estrelar o papel. Leto pediu para conhecer pessoalmente vários diretores que a Sony procurava para o filme.
No fim de Abril de 2018, Sony se aproximou de Antoine Fuqua sobre dirigir o filme. Ele expressou interesse e disse que se fosse fazer um filme de super-heróis queria que fosse "Algo próximo do que me deixa empolgado"; ele escolheu não entrar no projeto. Outros diretores se aproximaram do filme foram F. Gary Gray, que considerou dirigir o filme, mas acabou recusando o papel, e Daniel Espinosa, que anteriormente havia feito Vida (2017) pelo estúdio se tornou o principal alvo da empresa para dirigir o filme. Em maio, enquanto estava em turnê com sua banda, 30 Seconds to Mars, Leto se encontrou com Espinosa para falar sobre o filme, e foram confirmados no projeto no final de junho. Avi Arad, Matt Tolmach e Lucas Foster foram colocados para produzir, e a Sony esperava dar uma data de lançamento até o fim de 2018. O estúdio esperava que o filme se encaixaria no já estabelecido propósito da Marvel, incluindo Venom e Homem-Aranha: Longe de casa.

### Pré-produção
No fim de Setembro, Sony tinha a intenção de produzir o filme em Atlanta, Georgia, onde Homem-Aranha: De Volta ao Lar e Venom foram produzidos—mas ainda não havia uma data para lançamento do filme. Adria Arjona entrou nas negociações para interpretar uma personagem feminina, Martine Bancroft, em dezembro, o envolvimento dela foi confirmado um mês depois quando a Sony revelou a data de lançamento em 31 de julho, e que Matt Smith também foi confirmado no elenco.

### Filmagens
A fotografia principal começou durante a última semana de fevereiro de 2019 em Londres, sob o título de produção Plasma. Oliver Wood serviu como cinegrafista do filme. Com o ínicio das filmagens, Jared Harris e Tyrese Gibson ingressaram no elenco como Mentor de Morbius e um Agente do FBI, respectivamente. Smith foi revelado como o vilão Loxias Crown. Em março, as filmagens foram feitas em Manchester representando Nova Iorque. Um mês depois foi revelado que Tyrese faria o Agente do FBI Simon Stroud, e que Al Madrigal seria seu parceiro, Alberto Rodriguez. As filmagens foram agendadas para durar 12 semanas.

## Música
Em outubro de 2019, Jon Ekstrand foi escalado para compor a trilha sonora de Morbius, depois de compor para os filmes anteriores de Espinosa.

## Marketing
O primeiro trailer do filme foi lançado em 13 de janeiro de 2020. Julia Alexander, do The Verge, descreveu a premissa do filme presentada pelo trailer como "ridícula", enquanto Matt Goldberg, da Collider, sentiu a aparência "boba" e também observou que o filme era muito parecido com Venom, que ele reconhece ser um sucesso comercial. Scott Mendelson, escrevendo para a Forbes, concordou com a comparação com Venom, que ele considerou uma boa jogada da Sony devido ao sucesso de seus últimos filmes do Homem-Aranha, mas alertou que Leto pode não ter o mesmo empate nas bilheterias. para o público em geral que Tom Hardy deu a Venom. Grande parte da discussão em torno do trailer centrou-se na revelação do papel de Michael Keaton e na referência visual ao Homem-Aranha, o que levou a perguntas sobre a relação do filme com os filmes do Homem-Aranha e o Universo Cinematográfico da Marvel em geral.

## Lançamento
Morbius foi lançado nos Estados Unidos em 1 de abril de 2022. Já havia sido definido pela Sony para lançamento em 10 de julho de 2020, antes de passar para 31 de julho de 2020. O filme foi adiado para a data de março de 2021 devido à pandemia de coronavírus 2019-2020, e depois para 1 de abril de 2022.

## Recepção
No agregador de críticas Rotten Tomatoes, que categoriza as opiniões apenas como positivas ou negativas, o filme tem um índice de aprovação de 16% calculado com base em 204 comentários dos críticos. Por comparação, com as mesmas opiniões sendo calculadas usando uma média aritmética ponderada, a nota é 3.9/10 que é seguida do consenso: "Amaldiçoado com efeitos sem inspiração, performances mecânicas e uma história sem sentido, essa bagunça sombria é quase uma não-tentativa de fazer Morbius funcionar." Já no agregador Metacritic, que calcula as notas usando somente uma média aritmética ponderada a partir das avaliações de 28 críticos que escrevem em maioria para a imprensa tradicional, o filme tem uma pontuação de 36 entre 100, com a indicação de "revisões geralmente desfavoráveis".
O público pesquisado pelo CinemaScore deu ao filme uma nota média de "C+" em uma escala de A+ a F, enquanto os do PostTrak deram uma pontuação positiva de 62% (com uma média de 2,5 de 5 estrelas), com 47% dizendo que definitivamente o recomenda. A pontuação C+ é a segunda pior de qualquer adaptação da Marvel, à frente apenas do Fantastic Four (2015).